# Église Saint-Germier de Cazaril-Tambourès
L'église Saint-Germier de Cazaril-Tambourès est une église catholique située à Cazaril-Tambourès, dans le département français de la Haute-Garonne.

## Présentation
L'ancienne église était située à l'intérieur du cimetière, elle a été démolie pour être reconstruite à partir de 1779 jusqu'au début du XIXe siècle sur les hauteur du village.
L'emplacement choisi est difficile d’accès car il nécessite de gravir un escalier assez raide.
En 1993, un mur est construit pour empêcher des glissements de terrain qui est composé de terre argileuse mais l'église en cours de restauration s'effondre partiellement. L'édifice doit alors être entièrement remonté.
L'église a été reconstruite à partir de 1995 par l'architecte de Saint-Gaudens, F. Arcangeli et l'ingénieur conseil J. J. Reulet. Le mobilier, les ouvertures et les vitraux sont récupérés.
L'inauguration a eu lieu en 1997.
Dans le chœur se trouve une pierre sacrée, à proximité, sont conservées dans l'autel, plusieurs reliques de saint Germier.

## Description

### Extérieur
Un cadran d'horloge est installé sur le clocher.

#### Leporche
Des portes en verre permettent d'accéder au porche et à l'église.
Le sol du porche est fait de bloc de marbre.

## Mobilier

### Mobilier remarquable
- Un tabernacle en bois polychrome date du XVIIIe siècle.
- Un borcart en soie, fil d'or et d'argent représentant saint Germier date du XVIIIe siècle.
- Un lutrin à tiroirs latéraux en bois de merisier et de noyer date du XVIIIe siècle.
- Un reliquaire de saint Germier en cuivre et laiton date du XVIIIe siècle.
- La porte d'entrée de l'église est en bois de chêne, elle date de la fin du XIXe siècle ou du début du XXe siècle, elle a été réalisée par un artisan de la commune.

### Mobilier inscrit et classé
Sont classés au titre objet des monuments historiques :
- Un plat de quête avec un ange aux deux écus en cuivre datant du XVIe siècle[1].

Sont inscrits au titre objet des monuments historiques :
- Deux statuettes de saints évêques sculptées en bois et dorées datant du XVIIe ou XVIIIe siècle[2].
- Une statuette de la Vierge à l'Enfant sculptée en bois et dorée datant du XVIIIe siècle[3].

## Galerie

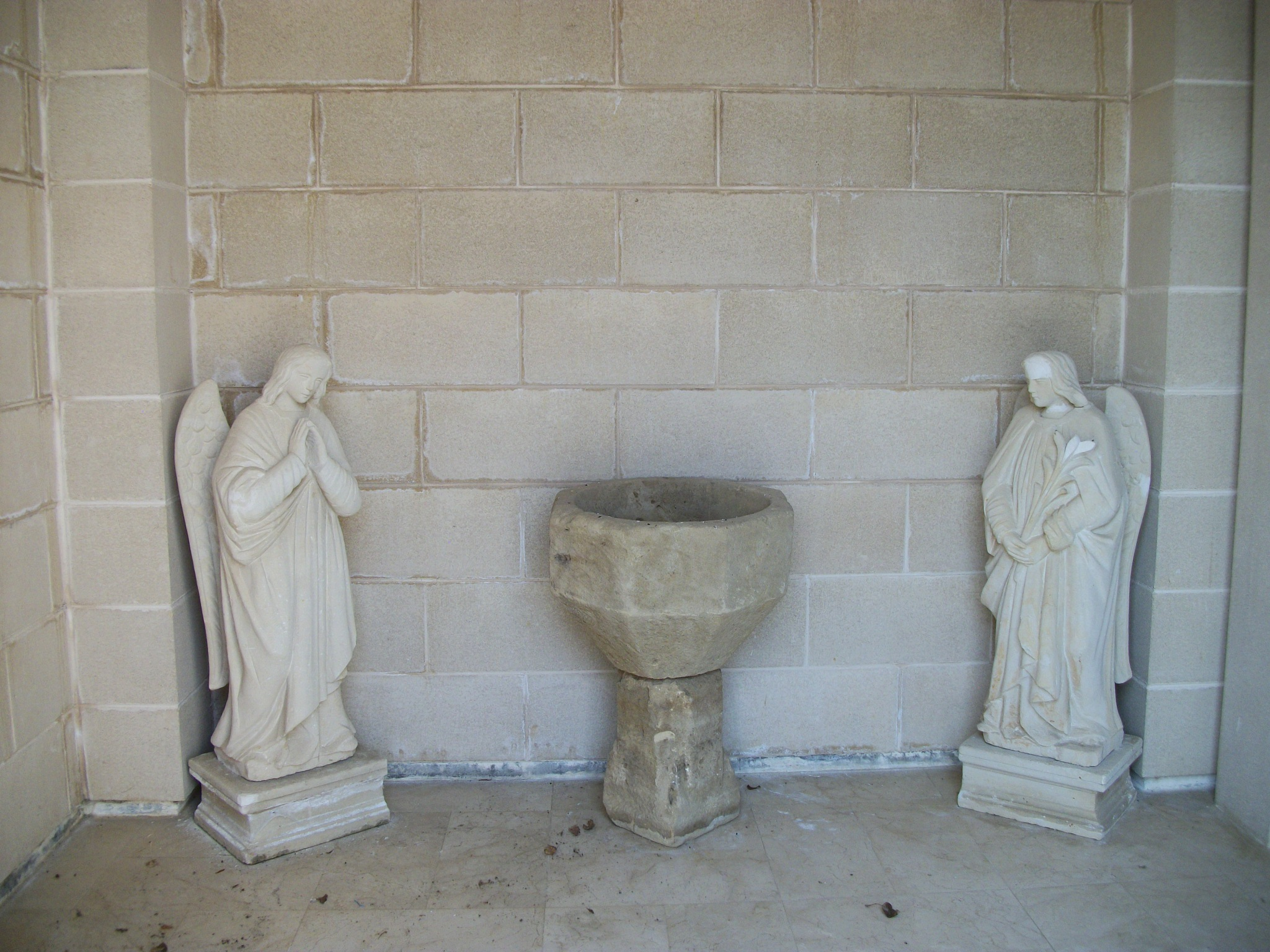
Une ancienne cuve baptismale en pierre entourée de deux statues d'anges.
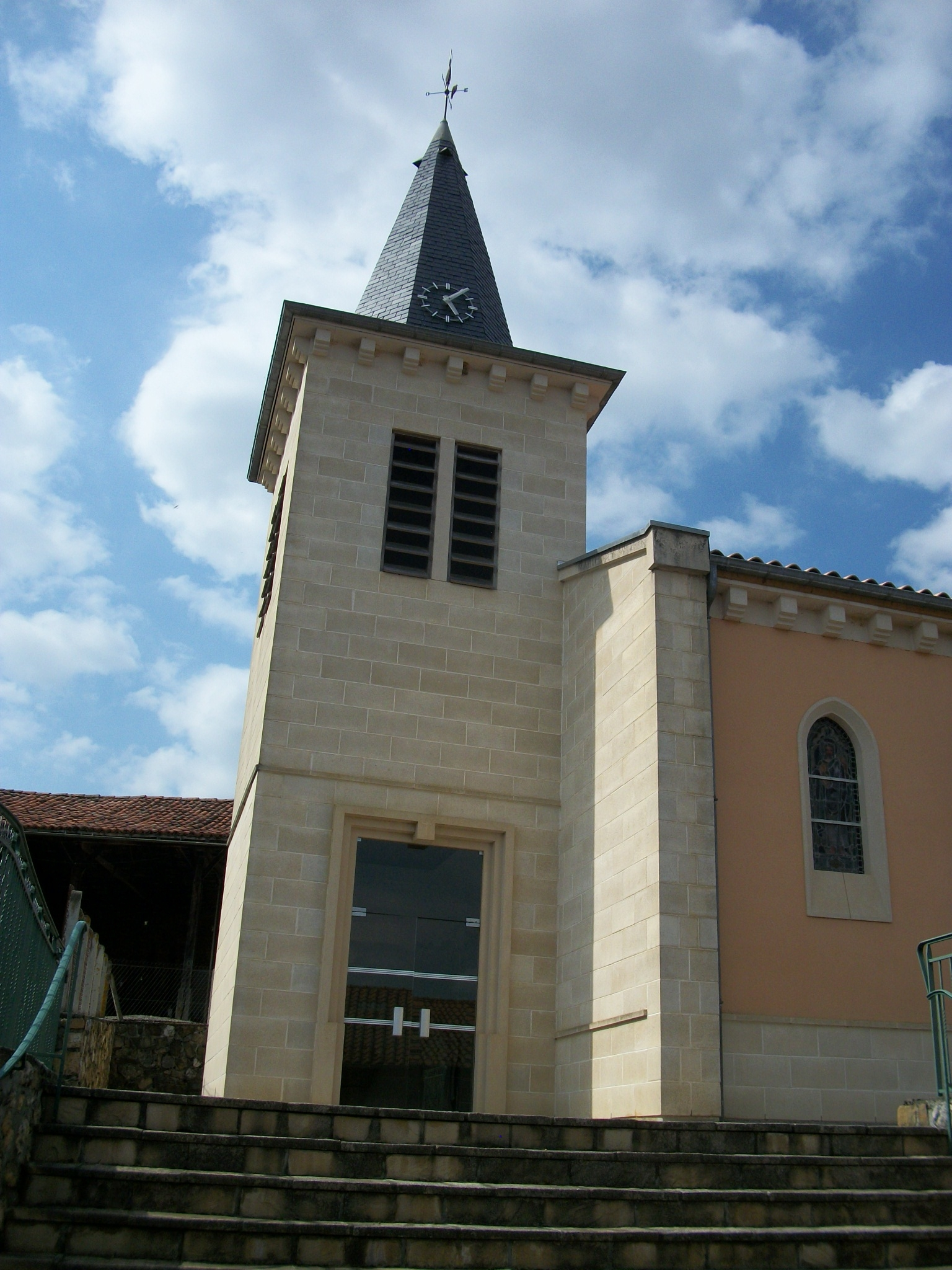
Le clocher-tour.